# Siddhasana

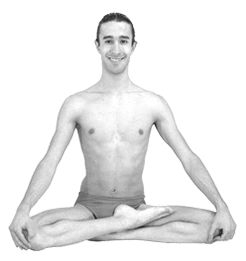
Siddhasana

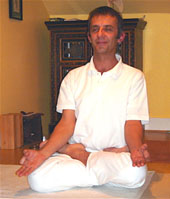
Padmasana

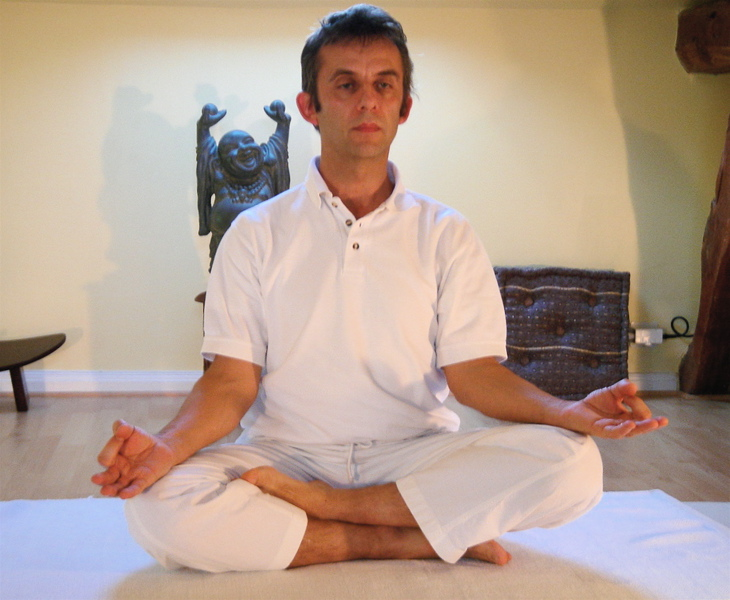
Sukhasana

Siddhasana ovvero "posizione perfetta", è una āsana di Hatha Yoga della categoria delle "posizioni sedute". Il termine deriva dal sanscrito "siddha" che significa "perfezione" e "āsana" che significa "posizione".

## Scopo della posizione
La posizione ha lo scopo di realizzare una postura comoda per la meditazione.

## Posizione
La posizione è realizzata incrociando le gambe, ponendo le ginocchia e gli stinchi a contatto con il terreno. I piedi sono sovrapposti davanti al perineo, la schiena è eretta e la testa in linea con essa. Le braccia sono allungate, le spalle sono rilassate e le mani sono appoggiate sulle ginocchia.

## Varianti
Esistono diverse varianti a Siddhasana, tra le quali :
- bhadrasana o posizione del trono prevede le gambe piegate con le piante dei piedi giunte e le mani appoggiate sulle dita dei piedi in modo da formare una morsa che tiene i piedi uniti
- guptasana o posizione del nascondimento prevede l'incrocio delle gambe con i talloni sovrapposti e le piante dei piedi girate verso l'alto, come a nascondere i genitali
- muktasana o posizione della libertà prevede l'incrocio delle gambe con i talloni sovrapposti
- padmasana o posizione del loto prevede l'incrocio delle gambe con i piedi posizionati sopra le cosce
- svastikasana o posizione della fortuna prevede l'incrocio delle gambe con i piedi posti dietro il ginocchio della gamba opposta
- sukhasana o posizione piacevole prevede l'incrocio delle gambe sotto il ginocchio opposto.

## Dimensione dell'anima
„La calma e il raccoglimento che sono propri a questa postura, donano un sentimento di libertà da conflitti, passioni e turbolenze terreni. In questa posizione si possono percepire i processi del pensare e i sentimenti come più liberi dal corpo; i pensieri assumono la loro prima espressione nella sfera eterica, mentre i sentimenti tendono più alla sfera astrale. Il significato dell’esercizio sta in questa calma, nella vigilanza e nel raddrizzarsi in contemporanea indipendenza dal corpo.“